# 桥 (1969年电影)
《桥》是一部南斯拉夫彩色故事片，1969年出品。中国北京电影制片厂1977年出品了译制片《桥》。

## 电影故事
1944年德国在东线战场失利，专门对付游击队的党卫军旗隊領袖霍夫曼博士奉命率重兵防守南斯拉夫境内的久尔杰维恰塔拉大桥，以帮助从希腊回撤的德军汇合。南斯拉夫游击队少校“老虎”接到命令，要在第7天早上8点准时炸毁这座桥梁。“老虎”率领几个游击队员从德国人那里解救了设计桥梁的工程师，历经千难万险，终于成功炸毁了这座桥。

## 创作人员
- 导演：哈伊鲁丁·克尔瓦瓦茨（1926年——1992年）
- 主要演员：
  - “老虎”：巴塔·日沃伊诺维奇
  - 工程师：斯·佩洛维奇（英语：Slobodan Perović）
  - 爆破专家扎瓦多尼：博·德沃尔尼克（英语：Boris Dvornik）
  - 德军间谍猫头鹰：雷·巴希奇（英语：Relja Bašić）

### 汉语译制
北京电影制片厂译制，导演张铮
- “老虎”：鲁非
- 工程师：雷明
- 爆破专家扎瓦多尼：侯冠群
- 德军间谍猫头鹰：关长珠
- 党卫队旗隊領袖霍夫曼：谭天谦

## 影响
《桥》在南斯拉夫电影《瓦尔特保卫萨拉热窝》之后引进中国，两片均受到中国观众的极大欢迎。其主题歌意大利歌曲《啊！姑娘再见》在中国成为名曲。